# Höchstädt im Fichtelgebirge
Höchstädt im Fichtelgebirge is een gemeente in de Duitse deelstaat Beieren, en maakt deel uit van het Landkreis Wunsiedel im Fichtelgebirge.
Höchstädt im Fichtelgebirge telt 1.056 inwoners.
Arzberg ·
Bad Alexandersbad ·
Höchstädt i.Fichtelgebirge ·
Hohenberg a.d.Eger ·
Kirchenlamitz ·
Marktleuthen ·
Marktredwitz ·
Nagel ·
Röslau ·
Schirnding ·
Schönwald ·
Selb ·
Thiersheim ·
Thierstein ·
Tröstau ·
Weißenstadt ·
Wunsiedel